# Pandanus sibuyanensis
Pandanus sibuyanensis Martelli, 1911 è una pianta della famiglia Pandanaceae, endemica delle Filippine.

## Distribuzione e habitat
L'areale di questa specie è ristretto all'isola di Sibuyan, nell'arcipelago delle Filippine (Provincia di Romblon).

## Conservazione
La Lista rossa IUCN classifica Pandanus sibuyanensis come specie in pericolo di estinzione (Endangered).